# Emmerin
Emmerin település Franciaországban, Nord megyében. Lakosainak száma 3026 fő (2022. január 1.). Emmerin Haubourdin, Wattignies, Loos, Noyelles-lès-Seclin és Houplin-Ancoisne községekkel határos.

## Népesség
A település népességének változása:
| Lakosok száma | 3205 | 3173 | 3201 | 3172 | 3140 | 3108 | 3077 | 3053 | 3026 |
|               | 2013 | 2015 | 2016 | 2017 | 2018 | 2019 | 2020 | 2021 | 2022 |